# Seeschlacht von Svold
Die Seeschlacht bei Svold (gelegentlich auch als Seeschlacht bei Seeland bezeichnet) war eine entscheidende Seeschlacht der Wikingerzeit, die zu einer Änderung der Machtverhältnisse im Ostseeraum führte.
Die Schlacht fand zwischen dänischen Truppen unter König Sven Gabelbart und schwedischen Truppen unter König Olof Skötkonung, unterstützt von abtrünnigen Norwegern unter Erik Håkonsson auf der einen, und christlichen Norwegern unter König Olav Tryggvason auf der anderen Seite am 9. September 1000 in der Ostsee statt. Sie endete mit der vollständigen Niederlage Olav Tryggvasons. Norwegen wurde zwischen Schweden und Dänemark aufgeteilt.

## Lokalisierung
Nach Adam von Bremen fand die Schlacht zwischen Schonen und Seeland in einem schmalen Sund bei „Halsingburg“ statt. Auch die kurzen norwegisch-isländischen Berichte aus der zweiten Hälfte des 12. Jahrhunderts berichten das gleiche. Die „Historia Norvegiae“ sagt, dass Olav von hinten wie ein Schaf von Wölfen überfallen wurde, als er Seeland entlangsegelte. Die „norrøne Ágrip“ berichtet, dass Olav mit nur 11 Schiffen bei Seeland von dem Schwedenkönig Olav, Erik Jarl und Sven Gabelbart mit insgesamt 82 Schiffen angegriffen wurde.
Erst in der späteren Heimskringla (um 1230) wurde die Schlacht in den Ostseeraum und zwar in die Svolderbucht bei der Insel Svolderoie verlegt. Der Ort lässt sich heute nicht genau lokalisieren.
- Es gibt Historiker, die der Auffassung sind, dass es sich um das Seegebiet bei der Insel Vilm im Greifswalder Bodden in der Ostsee handelt.
- Möglich ist auch das Stettiner Haff, da die Flotte König Olavs sich auf der Rückreise vom polnischen Fürstensitz in Posen befand. Obwohl Schiffe nordischer Bauart während der Wikingerzeit, bedingt durch die hydrologischen Verhältnisse der Oder und ihres rechten Nebenflusses Warthe somit tief in das polnische Hinterland bis zur frühen Herzogs- bzw. späteren Königsresidenz Posen vorstoßen konnten, fehlen aber für das norwegische Unternehmen unter König Olav Tryggvason Belege.
- Andere Historiker vermuten, dass es sich um die Insel Greifswalder Oie[4],
- die Insel Riems[4] oder
- eine Insel im dänischen Öresund handelt.
- Daneben nimmt Grümbke die Existenz eines weiteren, heute durch Wellen verschlungenen Eilandes in der Nähe der Greifswalder Oie an.[5]
- Eine Untersuchung unter geografischen und militärtaktischen Gesichtspunkten kommt zu dem Ergebnis, dass die Schlacht vor der Südspitze der Insel Hiddensee stattgefunden haben könnte (Region Hiddensee-Bock-Ummanz).

## Vorgeschichte
Der politische Hintergrund der Schlacht lässt sich nicht sicher ermitteln. Adam von Bremen meinte, dass das Bündnis zwischen dem dänischen König Sven Gabelbart und dem schwedischen König Olof Skötkonung von Olav Tryggvason als eine Gefahr angesehen wurde, der er militärisch entgegentreten wollte. Später wurde sein Bericht dahingehend erweitert, dass Olav nach Süden gezogen sei, um den Ansprüchen seiner Frau Tyra, der Schwester Sven Gabelbarts, auf ihre Ländereien Nachdruck zu verleihen. Noch später, besonders bei Snorri, war nicht mehr Olav Tryggvason der Angreifer, sondern der Angegriffene. Die Frau Sven Gabelbarts, die Schwedin Sigrid Storråde, habe diesen zur Vergeltung für Beleidigungen, die ihr Olav wegen ihres Heidentums zugefügt habe, aufgestachelt. Diese Motive werden aber von den Historikern für unglaubhaft und Ausfluss einer eher romantischen Schilderungsabsicht gehalten. Möglicherweise empfanden seine Gegner in der Schlacht seine Fahrt zu den Wenden als eine Einmischung in die Verhältnisse in der Ostsee. Jedenfalls hat Norwegen nach dieser Schlacht in der Ostsee keine Rolle mehr gespielt.

## Schlachtverlauf
Wahrscheinlich auf der Rückfahrt von den wendischen Siedlungsgebieten am Oderhaff gerieten die Schiffe des Königs Olav Tryggvason bei der Insel Svolderoie in einen Hinterhalt der vereinigten schwedisch-dänischen Flotte. Der unter dem Einfluss des slawischen Herrschers Bolesław Chrobry stehende Jomsburgjarl Sigvaldi beging Verrat, indem er nach Beginn der Schlacht seine Schiffe zurückzog und sich nicht am Kampf beteiligte. Der zahlenmäßigen Überlegenheit der Dänen, Schweden und abtrünnigen Norweger war die Flotte des norwegischen Königs nicht gewachsen. Nach den dänisch-orientierten Quellen beging König Olav Tryggvason, um nicht in Gefangenschaft zu geraten, mit einem Sprung in die See Selbstmord – der so genannte Königssprung. Die isländischen und norwegischen Quellen bringen diese Version nicht; nach ihnen hat der Norwegerkönig die Schlacht eventuell sogar überlebt. Nach der Niederlage in der Schlacht von Svold spielten die Norweger im Ostseeraum keine Rolle mehr.
Es gibt zwei Runensteine, die sich auf diese/eine Schlacht zwischen Königen beziehen. Der eine ist der Maskenstein (DR 66) (auch Aarhus 4), der andere ist der Runenstein an der Råda kyrka (Vg 40). Beklagt wird jeweils ein Gefährte, der „den Tod fand, als die Könige kämpften“.